# Powellinia pictifascia
Powellinia pictifascia är en fjärilsart som beskrevs av George Francis Hampson 1896. Powellinia pictifascia ingår i släktet Powellinia och familjen nattflyn. Inga underarter finns listade i Catalogue of Life.